# قزلجه، نخجوان
قزلجه، نخجوان (به ترکی آذربایجانی: Qızılca) منطقه‌ای مسکونی در جمهوری آذربایجان است که در شهرستان جلفا واقع شده‌است. قزلجه ۴۳۹ نفر جمعیت دارد.